# Luis de Prendergast y Gordon

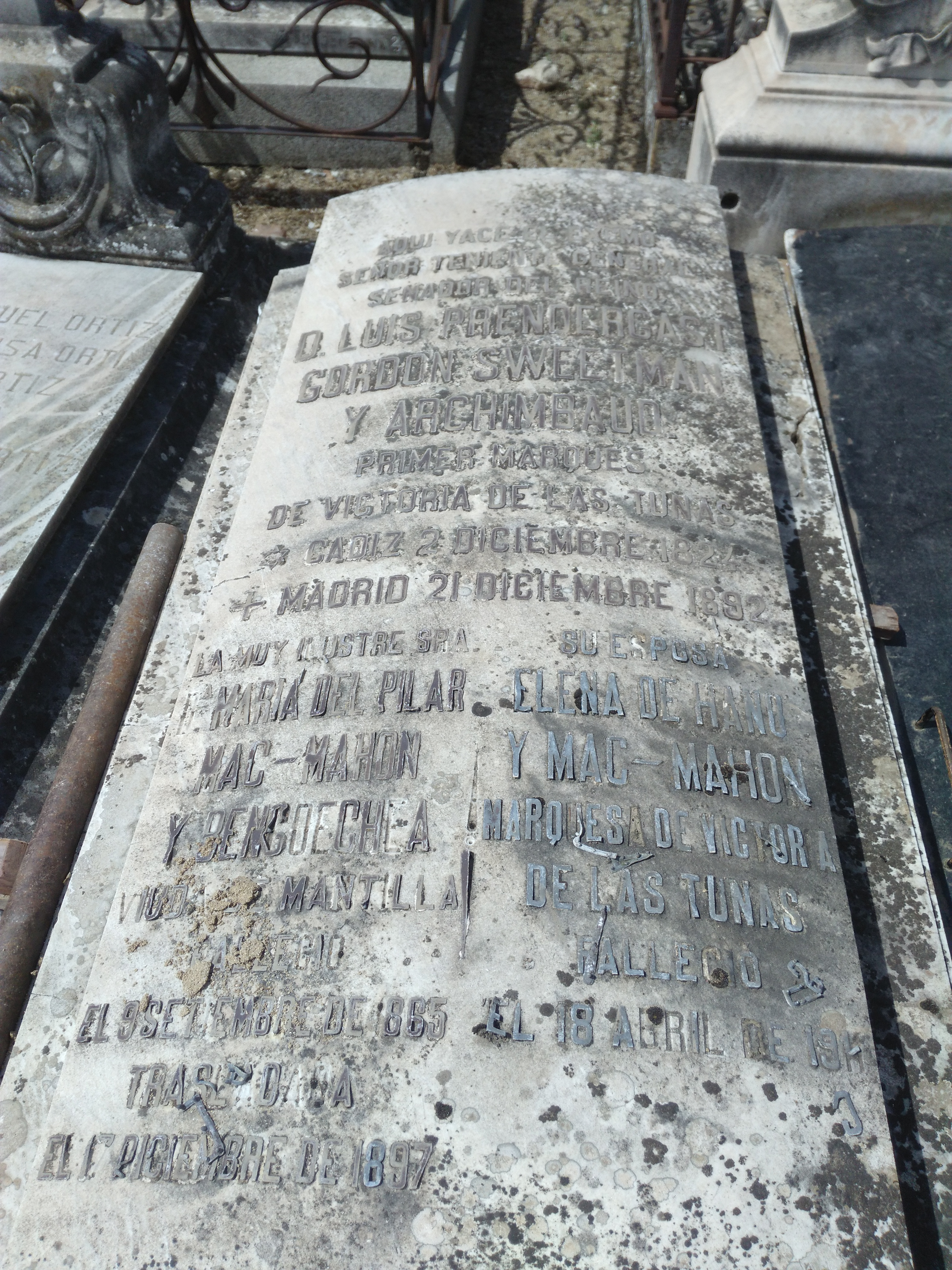
Làpida de la tomba de Luis Prendergast Gordon Sweetman i família

Luis de Prendergast y Gordon (Cadis, 2 de desembre de 1824 - Madrid, 21 de desembre de 1892) fou un militar i aristòcrata espanyol, marquès de Victoria de las Tunas, senador vitalici, governador de Cuba i capità general de Catalunya.

## Biografia
Fill de José Prendergast y Sweetman i María Cristina Gordón y Archimbaud, membre de l'Orde de les Dames Nobles de la Reina Maria Lluïsa, ambdós d'origen escocès. Ingressà a l'exèrcit en 1843 i en 1844 fou destinat a l'Escola de l'Estat Major. Després de lluitar en la segona guerra carlina (1848) va assolir el grau de capità. Després de combatre els revoltats en la vicalvarada de 1855 fou ascendit a tinent coronel. Des de 1859 és destinat com a oficial al Ministeri de la Guerra, on ascendirà a coronel en 1863. Després de la revolució de 1868 dimiteix i es manté inactiu durant el sexenni democràtic, però en començar la tercera guerra carlina és destinat al front del nord. En 1875 és ascendit a general i nomenat governador militar de Cadis. En 1876 és destinat a Cuba, d'on torna en 1877 amb el nomenament de tinent general. En 1878 rep el títol de Marquès de Victoria de las Tunas i el nomenament com a Capità General de Granada, que deixa en 1879 quan és nomenat capità general de Catalunya, càrrec que ocuparà fins 1880 i breument en 1881.
En 1881 és nomenat Capità General de Cuba en substitució de Ramón Blanco y Erenas. El seu mandat a Cuba es va caracteritzar per la un període relativament tranquil, solament agitat en part per l'acció dels autonomistes exigint a Espanya reformes per a Cuba, per així frenar l'acció dels independentistes. En 1883 va deixar el càrrec i tornà a la Península. Des de 1881 fou nomenat senador vitalici, en 1885 fou president del Consell Suprem de Guerra i Marina i el 1890-1891 Inspector General de Cavalleria.